# Englerula macarangae
Englerula macarangae är en svampart som beskrevs av Henn. 1904. Englerula macarangae ingår i släktet Englerula och familjen Englerulaceae.   Inga underarter finns listade i Catalogue of Life.